# Kevin Brown (storico)
Kevin Brown (1961) è uno storico e museologo britannico.

## Biografia
Nato nel 1961 in Inghilterra, Kevin Brown è attualmente direttore del Museo Fleming di Londra (Alexander Fleming Laboratory Museum) che lui stesso ha fondato nel 1993, nonché curatore dell'Archivio dell'Ospedale Santa Maria a Paddington (Londra) dove è conservato il Museo.
Ha studiato storia a Oxford e all'University College di Londra e con il suo libro Penicillin Man: Alexander Fleming and the Antibiotic Revolution, uscito in Inghilterra nel 2004, si è affermato come un'autorità, nel campo della storia di Fleming e della penicillina.
Come esperto di storia della medicina ha tenuto (e continua a tenere) diverse lezioni in Università di tutto il mondo, tra cui la Rutgers University, la Johns Hopkins University Medical School, l'Università di Roma e numerose associazioni internazionale di medicina.
Ha scritto anche un libro sul rapporto tra la medicina e le guerre del ventesimo secolo, intitolato Fighting Fit: Health, Medicine and War in the Twentieth Century e un altro sulla storia della sifilide, intitolato The Pox: the Life and Near Death of a Very Social Disease.